# Kaiserau (Lindlar)
Die kleine Ortschaft Kaiserau ist ein Ortsteil der Gemeinde Lindlar, Oberbergischer Kreis im Regierungsbezirk Köln in Nordrhein-Westfalen (Deutschland).

## Lage und Beschreibung
Kaiserau liegt östlich von Lindlar an der Grenze zur Stadt Gummersbach im Leppetal. Durch den Ort fließt die Leppe und nimmt den von Eibach kommenden Scheelbach auf. Nördlich der Ortschaft erhebt sich der „Hoher Stein“ mit einer Höhe von 303 m. Nachbarorte sind Würden, Kuhlbach, Felsenthal, Frielingsdorf und Oberleppe. Der Haltepunkt Kaiserau lag an der Leppetalbahn, die stillgelegt ist.

## Geschichte
Bis zum Jahre 1855 führten durch das Leppetal keine bzw. nur sehr schlechte Fuhrwege. Trotzdem wurden durch die Betriebe in Kaiserau und im weiteren Leppetal jedes Jahr eine enorme Transportleistung gefordert. Die 1855 erbaute Straße durch das Leppetal führte zu einer weiteren Ansiedlung von Industriebetrieben.
Die Gemeinde- und Gutbezirksstatistik der Rheinprovinz führt Kaiserau 1871 mit einem Wohnhaus und sechs Einwohnern auf.
1897 wurde erstmals über eine Kleinbahn Engelskirchen–Marienheide verhandelt. Diese sollte auch durch Kaiserau führen. Noch im selben Jahr wurde sie in Betrieb genommen. Im Leppetal konnte wegen der schwierigen geographischen Verhältnisse nur eine Schmalspurbahn gebaut werden, die enge Kurven nehmen konnte. Wesentlichen Anteil am Bau der Schmalspurbahn hatte unter anderem die Steinbruchindustrie im Leppetal die ihre Erzeugnisse nicht länger mit Pferdefuhrwerken zu den Staatsbahnhöfen in Engelskirchen oder Marienheide bringen wollte. Die Leppetalbahn wurde im Zweiten Weltkrieg schwer beschädigt, der Betrieb wurde 1945 jedoch wieder aufgenommen. Ende der 1940er Jahre wurde der Personenverkehr komplett eingestellt, ebenso der komplette Verkehr auf dem Teilstück Berghausen–Marienheide. Auf dem Reststück wurden vornehmlich Steine transportiert. 1958 wurde der komplette Betrieb eingestellt und die Gleise entfernt.
Siehe dazu auch: Leppetalbahn

## Wirtschaft
Kaiserau ist einer von drei Industriegebiets-Standorten für Lindlar. Die anderen beiden sind Klause und Hommerich. Die Industrialisierung in Kaiserau begann im frühen 19. Jahrhundert.
In Kaiserau sind vor allem die Eisen- und Stahlindustrie, Kunststoffindustrie sowie Dienstleister ansässig.
Exemplarisch sei hier auf drei Unternehmen mit langer Tradition hingewiesen:

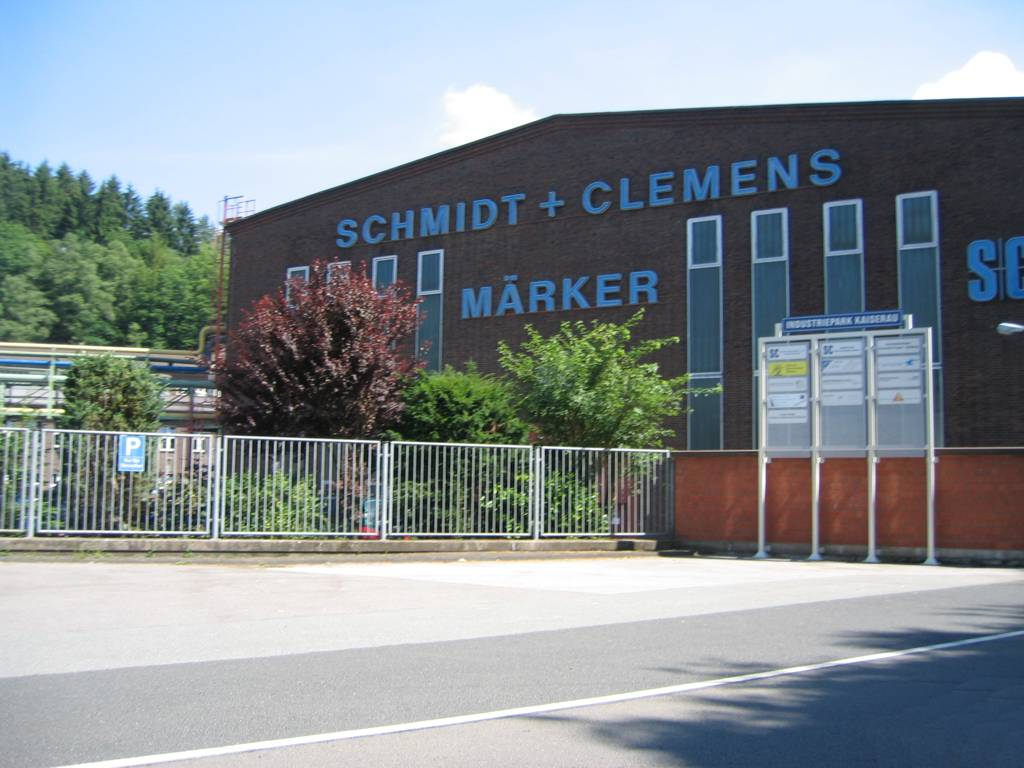
Schmidt+Clemens in Kaiserau

### Schmidt + Clemens Gruppe
Das Unternehmen wurde 1879 von Ludwig Schmidt und Wilhelm Clemens als Stahlgroßhandlung in Frankfurt am Main gegründet. Bald darauf erwarb das Unternehmen im Leppetal eine der schon im frühen 19. Jahrhundert entstandenen Eisenhämmer. Auf dem Gelände dieser durch Wasserkraft betriebenen Hämmer entstand das Hauptwerk des Unternehmens.
Heute produziert die Schmidt + Clemens Gruppe Edelstahl-Systemkomponenten aus Form- und Schleuderguss. Das Tochterunternehmen S+C Märker, auch am Standort in Kaiserau, beschäftigt sich mit der Veredelung von Schmiedekomponenten aus Edelstahl (Wärmebehandlung, mechanische Bearbeitung). Die S+C Extrusion Tooling Solutions hat sich auf die Herstellung von Werkzeugen für die Strangpressindustrie spezialisiert und betreibt am Standort in Lindlar ein Umbüchszentrum. Die britische Tochtergesellschaft Bowers & Jones hat am Stammsitz der Unternehmensgruppe eine Vertriebsniederlassung.

### Gebr. Höver & Co, Edelstahlwerke
Das Unternehmen wurde am Anfang des 20. Jahrhunderts von den Brüdern Karl und Christoph Höver, beide aus einer Familie mit einer langen Betriebstradition im Leppetal, gegründet. Zunächst wurde ein Werksgelände mit drei Wasserhämmern gekauft und vier moderne Dampfhämmer sowie später Lufthämmer aufgestellt. Das Werk wurde zum 1. September 2003 von Kind & Co. Edelstahlwerk, Wiehl-Bielstein, übernommen.
Ab 2008 wurde die komplette Produktion ins Stammwerk nach Wiehl/Bielstein in die dort neu errichteten Produktionshallen verlagert.
Das Betriebsgelände in Kaiserau wurde verkauft und am 1. Januar 2010 an den neuen Besitzer übergeben.

### Rolf Kind GmbH
Das Betriebsgelände der Kind & Co. Edelstahlwerk wurde von der Rolf Kind GmbH aus Gummersbach übernommen. Die neuen Eigentümer stehen nicht im verwandtschaftlichen Verhältnis zum Vorbesitzer. Ursprünglich wurde die Rolf Kind GmbH in Engelskirchen-Hollenberg 1969 gegründet. Nach einem weiteren Umzug in Engelskirchen nahm sie dann ihren Sitz in Gummersbach an der Nochener Straße. Die beengten Verhältnisse zwangen das Unternehmen später dann nach Lindlar auszuweichen. Nach der Gründung als Lohnunternehmen unter anderem für Schmidt + Clemens tätig, entwickelte sich das Unternehmen zu einem Betrieb der Schmiedestücke in hochlegierten Edelstählen und weiteren korrosionsbeständigen Werkstoffen herstellt. Eine neue Fertigungshalle wurde 2017 mit einem 65-Tonnen-Kran in Betrieb genommen. Die Verwaltung, die sich noch an der Nochener Straße befindet, soll bald nach dem Bau eines entsprechenden Gebäudes nach Kaiserau umziehen. Heute zeichnen die Söhne des Firmengründers für die Geschicke des Betriebes verantwortlich.

## Busverbindungen
Haltestelle Kaiserau:
- 307 Lindlar – Frielingsdorf – Hütte/Berghausen – Kotthauserhöhe/Wasserfuhr – Gummersbach Bf. (OVAG)
- 308 Marienheide Bf. – Hütte – Frielingsdorf – Engelskirchen Bf. (OVAG)
- 333 Wipperfürth – Dohrgaul – Frielingsdorf – Engelskirchen Bf. (OVAG)

Haltestelle Schmidt & Clemens:
- 307 Lindlar – Frielingsdorf – Hütte/Berghausen – Kotthauserhöhe/Wasserfuhr – Gummersbach Bf. (OVAG)
- 308 Marienheide Bf. – Hütte – Frielingsdorf – Engelskirchen Bf. (OVAG)